# Élections législatives de 1962 dans les Bouches-du-Rhône
Les élections législatives françaises de 1962 se déroulent les 18 et 25 novembre 1962. Dans le département des Bouches-du-Rhône, onze députés sont à élire dans le cadre de onze circonscriptions.

## Élus
| Circonscription | Député sortant             | Parti | Parti   | Député élu ou réélu     | Parti | Parti   |
| --------------- | -------------------------- | ----- | ------- | ----------------------- | ----- | ------- |
| 1re             | Henry Bergasse             |       | CNIP    | Pierre Marquand-Gairard |       | UNR-UDT |
| 2e              | Jean Fraissinet            |       | Modérés | Daniel Matalon          |       | SFIO    |
| 3e              | Charles Colonna d'Anfriani |       | CNIP    | Gaston Defferre         |       | SFIO    |
| 4e              | François Billoux           |       | PCF     | François Billoux        |       | PCF     |
| 5e              | Francis Ripert             |       | CNIP    | Pierre Doize            |       | PCF     |
| 6e              | Francis Leenhardt          |       | SFIO    | Edmond Garcin           |       | PCF     |
| 7e              | Paul Cermolacce            |       | PCF     | Paul Cermolacce         |       | PCF     |
| 8e              | Pascal Marchetti           |       | UNR     | Jean Masse              |       | SFIO    |
| 9e              | René Hostache              |       | UNR     | Louis Philibert         |       | SFIO    |
| 10e             | Denis Padovani             |       | SFIO    | René Rieubon            |       | PCF     |
| 11e             | Charles Privat             |       | SFIO    | Charles Privat          |       | SFIO    |

## Résultats

### Résultats à l'échelle du département
| Parti          | Parti                                          | Premier tour | Premier tour | Second tour | Second tour | Sièges |
| Parti          | Parti                                          | Voix         | %            | Voix        | %           | Sièges |
| -------------- | ---------------------------------------------- | ------------ | ------------ | ----------- | ----------- | ------ |
|                | Union pour la nouvelle République (UDT)        | 87 533       | 20,21        | 122 592     | 29,33       | 1      |
|                | Modérés                                        | 9 701        | 2,24         | Retrait     | Retrait     | 0      |
|                | Divers droite (gaulliste)                      | 4 648        | 1,07         | Retrait     | Retrait     | 0      |
|                | Majorité présidentielle                        | 101 882      | 23,52        | 122 592     | 29,33       | 1      |
|                |                                                |              |              |             |             |        |
|                | Centre national des indépendants et paysans    | 42 432       | 9,80         | 32 115      | 7,68        | 0      |
|                | Mouvement républicain populaire                | 20 549       | 4,74         | 15 790      | 3,78        | 0      |
|                | Centre démocratique                            | 62 981       | 14,54        | 47 905      | 11,46       | 0      |
|                |                                                |              |              |             |             |        |
|                | Parti communiste français                      | 132 879      | 30,68        | 75 845      | 18,14       | 5      |
|                | Section française de l'Internationale ouvrière | 116 464      | 26,89        | 165 655     | 39,63       | 5      |
|                | Extrême droite                                 | 10 658       | 2,46         | 6 021       | 1,44        | 0      |
|                | Parti radical                                  | 8 305        | 1,92         | Retrait     | Retrait     | 0      |
|                |                                                |              |              |             |             |        |
| Inscrits       | Inscrits                                       | 693 499      | 100,00       | 632 663     | 100,00      | 11     |
| Abstentions    | Abstentions                                    | 249 476      | 35,97        | 198 441     | 31,37       |        |
| Votants        | Votants                                        | 444 023      | 64,03        | 434 222     | 68,63       |        |
| Blancs et nuls | Blancs et nuls                                 | 10 854       | 2,44         | 16 204      | 3,73        |        |
| Exprimés       | Exprimés                                       | 433 169      | 97,56        | 418 018     | 96,27       |        |

### Résultats par circonscription

#### Première circonscription
| Candidat       | Candidat                    | Parti          | Premier tour | Premier tour | Second tour | Second tour |  |
| Candidat       | Candidat                    | Parti          | Voix         | %            | Voix        | %           |  |
| -------------- | --------------------------- | -------------- | ------------ | ------------ | ----------- | ----------- |  |
|                | Théo Lombard                | CNIP           | 9 519        | 33,1         | 10 813      | 34,42       |  |
|                | Pierre Marquand-Gairard élu | UNR-UDT        | 9 292        | 32,31        | 11 824      | 37,63       |  |
|                | Marcelle Bouvet             | PCF            | 5 033        | 17,5         | 920         | 2,93        |  |
|                | Edmond Briole               | SFIO           | 4 917        | 17,1         | 7 861       | 25,02       |  |
|                |                             |                |              |              |             |             |  |
| Inscrits       | Inscrits                    | Inscrits       | 52 305       | 100,00       | 52 704      | 100,00      |  |
| Abstentions    | Abstentions                 | Abstentions    | 22 797       | 43,58        | 20 470      | 38,84       |  |
| Votants        | Votants                     | Votants        | 29 508       | 56,42        | 32 234      | 61,16       |  |
| Blancs et nuls | Blancs et nuls              | Blancs et nuls | 747          | 2,53         | 816         | 2,53        |  |
| Exprimés       | Exprimés                    | Exprimés       | 28 761       | 97,47        | 31 418      | 97,47       |  |

#### Deuxième circonscription
| Candidat       | Candidat                | Parti          | Premier tour | Premier tour | Second tour | Second tour |  |
| Candidat       | Candidat                | Parti          | Voix         | %            | Voix        | %           |  |
| -------------- | ----------------------- | -------------- | ------------ | ------------ | ----------- | ----------- |  |
|                | Yves Le Tac             | UNR-UDT        | 12 952       | 28,58        | 17 207      | 34,79       |  |
|                | Jean Fraissinet sortant | CNIP           | 11 630       | 25,66        | 11 697      | 23,65       |  |
|                | Daniel Matalon élu      | SFIO           | 10 716       | 23,64        | 20 540      | 41,53       |  |
|                | Georges Lazzarino       | PCF            | 10 024       | 22,12        | 9           | 0,02        |  |
|                |                         |                |              |              |             |             |  |
| Inscrits       | Inscrits                | Inscrits       | 73 131       | 100,00       | 72 714      | 100,00      |  |
| Abstentions    | Abstentions             | Abstentions    | 26 879       | 36,75        | 22 192      | 30,52       |  |
| Votants        | Votants                 | Votants        | 46 252       | 63,25        | 50 522      | 69,48       |  |
| Blancs et nuls | Blancs et nuls          | Blancs et nuls | 930          | 2,01         | 1 069       | 2,12        |  |
| Exprimés       | Exprimés                | Exprimés       | 45 322       | 97,99        | 49 453      | 97,88       |  |

#### Troisième circonscription
| Candidat       | Candidat                           | Parti          | Premier tour | Premier tour | Second tour | Second tour |  |
| Candidat       | Candidat                           | Parti          | Voix         | %            | Voix        | %           |  |
| -------------- | ---------------------------------- | -------------- | ------------ | ------------ | ----------- | ----------- |  |
|                | Gaston Defferre élu                | SFIO           | 10 676       | 30,91        | 20 588      | 58,57       |  |
|                | Louis Gazagnaire                   | PCF            | 9 156        | 26,51        | Retrait     | Retrait     |  |
|                | Hugues-Paul Tatilon                | UNR-UDT        | 8 396        | 24,31        | 14 555      | 41,41       |  |
|                | Charles Colonna d'Anfriani sortant | CNIP           | 6 313        | 18,28        | 6           | 0,02        |  |
|                |                                    |                |              |              |             |             |  |
| Inscrits       | Inscrits                           | Inscrits       | 59 927       | 100,00       | 59 912      | 100,00      |  |
| Abstentions    | Abstentions                        | Abstentions    | 24 503       | 40,89        | 22 738      | 37,95       |  |
| Votants        | Votants                            | Votants        | 35 424       | 59,11        | 37 174      | 62,05       |  |
| Blancs et nuls | Blancs et nuls                     | Blancs et nuls | 883          | 2,49         | 2 025       | 5,45        |  |
| Exprimés       | Exprimés                           | Exprimés       | 34 541       | 97,51        | 35 149      | 94,55       |  |

#### Quatrième circonscription
|                | François Billoux sortant réélu | PCF            | 18 232 | 52,85  |  |  |  |
|                | Henri Birri                    | UNR-UDT        | 6 877  | 19,94  |  |  |  |
|                | Robert Tarrazi                 | SFIO           | 6 248  | 18,11  |  |  |  |
|                | Jean-Paul Lacassin             | MRP            | 2 239  | 6,49   |  |  |  |
|                | Lucien Lorenzi                 | Extrême droite | 901    | 2,61   |  |  |  |
|                |                                |                |        |        |  |  |  |
| Inscrits       | Inscrits                       | Inscrits       | 58 610 | 100,00 |  |  |  |
| Abstentions    | Abstentions                    | Abstentions    | 23 450 | 40,01  |  |  |  |
| Votants        | Votants                        | Votants        | 35 160 | 59,99  |  |  |  |
| Blancs et nuls | Blancs et nuls                 | Blancs et nuls | 663    | 1,89   |  |  |  |
| Exprimés       | Exprimés                       | Exprimés       | 34 497 | 98,11  |  |  |  |

#### Cinquième circonscription
| Candidat       | Candidat               | Parti          | Premier tour | Premier tour | Second tour | Second tour |  |
| Candidat       | Candidat               | Parti          | Voix         | %            | Voix        | %           |  |
| -------------- | ---------------------- | -------------- | ------------ | ------------ | ----------- | ----------- |  |
|                | Pierre Doize élu       | PCF            | 10 089       | 31,66        | 17 823      | 53,21       |  |
|                | Maurice Gastal         | UNR-UDT        | 7 151        | 22,44        | 15 655      | 46,73       |  |
|                | Charles-Émile Loo      | SFIO           | 6 649        | 20,86        | 20          | 0,06        |  |
|                | Francis Ripert sortant | CNIP           | 5 423        | 17,02        | Retrait     | Retrait     |  |
|                | Alexandre Chazeaux     | MRP            | 1 573        | 4,94         |             |             |  |
|                | Henry Moreau           | Extrême droite | 983          | 3,08         |             |             |  |
|                |                        |                |              |              |             |             |  |
| Inscrits       | Inscrits               | Inscrits       | 54 101       | 100,00       | 53 814      | 100,00      |  |
| Abstentions    | Abstentions            | Abstentions    | 21 454       | 39,66        | 17 945      | 33,35       |  |
| Votants        | Votants                | Votants        | 32 647       | 60,34        | 35 869      | 66,65       |  |
| Blancs et nuls | Blancs et nuls         | Blancs et nuls | 779          | 2,39         | 2 371       | 6,61        |  |
| Exprimés       | Exprimés               | Exprimés       | 31 868       | 97,61        | 33 498      | 93,39       |  |

#### Sixième circonscription
| Candidat       | Candidat                  | Parti          | Premier tour | Premier tour | Second tour | Second tour |  |
| Candidat       | Candidat                  | Parti          | Voix         | %            | Voix        | %           |  |
| -------------- | ------------------------- | -------------- | ------------ | ------------ | ----------- | ----------- |  |
|                | Edmond Garcin élu         | PCF            | 12 681       | 37,38        | 14 898      | 39,2        |  |
|                | Francis Leenhardt sortant | SFIO           | 11 693       | 34,47        | 13 508      | 35,54       |  |
|                | Raoul Légier              | CNIP           | 9 547        | 28,14        | 9 599       | 25,26       |  |
|                |                           |                |              |              |             |             |  |
| Inscrits       | Inscrits                  | Inscrits       | 53 587       | 100,00       | 52 973      | 100,00      |  |
| Abstentions    | Abstentions               | Abstentions    | 18 120       | 33,81        | 14 010      | 26,45       |  |
| Votants        | Votants                   | Votants        | 35 467       | 66,19        | 38 963      | 73,55       |  |
| Blancs et nuls | Blancs et nuls            | Blancs et nuls | 1 546        | 4,36         | 958         | 2,46        |  |
| Exprimés       | Exprimés                  | Exprimés       | 33 921       | 95,64        | 38 005      | 97,54       |  |

#### Septième circonscription
| Candidat       | Candidat                      | Parti          | Premier tour | Premier tour | Second tour | Second tour |  |
| Candidat       | Candidat                      | Parti          | Voix         | %            | Voix        | %           |  |
| -------------- | ----------------------------- | -------------- | ------------ | ------------ | ----------- | ----------- |  |
|                | Paul Cermolacce sortant réélu | PCF            | 12 828       | 41,87        | 17 382      | 56,97       |  |
|                | Paul Gaillet                  | UNR-UDT        | 7 817        | 25,52        | 13 130      | 43,03       |  |
|                | Dominique Tramoni             | SFIO           | 6 357        | 20,75        | Retrait     | Retrait     |  |
|                | Roger Goudon                  | MRP            | 2 788        | 9,1          | Retrait     | Retrait     |  |
|                | Robert Michaud                | Radcent        | 846          | 2,76         |             |             |  |
|                |                               |                |              |              |             |             |  |
| Inscrits       | Inscrits                      | Inscrits       | 53 849       | 100,00       | 53 308      | 100,00      |  |
| Abstentions    | Abstentions                   | Abstentions    | 22 681       | 42,12        | 21 048      | 39,48       |  |
| Votants        | Votants                       | Votants        | 31 168       | 57,88        | 32 260      | 60,52       |  |
| Blancs et nuls | Blancs et nuls                | Blancs et nuls | 532          | 1,71         | 1 748       | 5,42        |  |
| Exprimés       | Exprimés                      | Exprimés       | 30 636       | 98,29        | 30 512      | 94,58       |  |

#### Huitième circonscription
| Candidat       | Candidat                 | Parti          | Premier tour | Premier tour | Second tour | Second tour |  |
| Candidat       | Candidat                 | Parti          | Voix         | %            | Voix        | %           |  |
| -------------- | ------------------------ | -------------- | ------------ | ------------ | ----------- | ----------- |  |
|                | Jean Masse élu           | SFIO           | 14 446       | 33,35        | 27 228      | 61,91       |  |
|                | Pascal Marchetti sortant | UNR-UDT        | 12 157       | 28,07        | 16 749      | 38,09       |  |
|                | Marcel Guizard           | PCF            | 11 438       | 26,41        | Retrait     | Retrait     |  |
|                | François Puget           | MRP            | 3 269        | 7,55         | Retrait     | Retrait     |  |
|                | Thomas Fondo             | Extrême droite | 2 005        | 4,63         |             |             |  |
|                |                          |                |              |              |             |             |  |
| Inscrits       | Inscrits                 | Inscrits       | 68 503       | 100,00       | 67 826      | 100,00      |  |
| Abstentions    | Abstentions              | Abstentions    | 24 306       | 35,48        | 21 949      | 32,36       |  |
| Votants        | Votants                  | Votants        | 44 197       | 64,52        | 45 877      | 67,64       |  |
| Blancs et nuls | Blancs et nuls           | Blancs et nuls | 882          | 2            | 1 900       | 4,14        |  |
| Exprimés       | Exprimés                 | Exprimés       | 43 315       | 98           | 43 977      | 95,86       |  |

#### Neuvième circonscription (Aix-en-Provence)
| Candidat       | Candidat              | Parti          | Premier tour | Premier tour | Second tour | Second tour |  |
| Candidat       | Candidat              | Parti          | Voix         | %            | Voix        | %           |  |
| -------------- | --------------------- | -------------- | ------------ | ------------ | ----------- | ----------- |  |
|                | René Hostache sortant | UNR-UDT        | 13 204       | 28,29        | 18 107      | 36,55       |  |
|                | Louis Philibert élu   | SFIO           | 12 247       | 26,24        | 25 411      | 51,29       |  |
|                | Pascal Fieschi        | PCF            | 9 368        | 20,07        | Retrait     | Retrait     |  |
|                | Gisèle Vidal          | Extrême droite | 6 769        | 14,5         | 6 021       | 12,15       |  |
|                | Paul Ferréol          | Modérés        | 5 090        | 10,9         | Retrait     | Retrait     |  |
|                |                       |                |              |              |             |             |  |
| Inscrits       | Inscrits              | Inscrits       | 69 257       | 100,00       | 69 253      | 100,00      |  |
| Abstentions    | Abstentions           | Abstentions    | 21 496       | 31,04        | 18 510      | 26,73       |  |
| Votants        | Votants               | Votants        | 47 761       | 68,96        | 50 743      | 73,27       |  |
| Blancs et nuls | Blancs et nuls        | Blancs et nuls | 1 083        | 2,27         | 1 204       | 2,37        |  |
| Exprimés       | Exprimés              | Exprimés       | 46 678       | 97,73        | 49 539      | 97,63       |  |

#### Dixième circonscription (Salon-de-Provence)
| Candidat       | Candidat               | Parti                     | Premier tour | Premier tour | Second tour | Second tour |  |
| Candidat       | Candidat               | Parti                     | Voix         | %            | Voix        | %           |  |
| -------------- | ---------------------- | ------------------------- | ------------ | ------------ | ----------- | ----------- |  |
|                | René Rieubon élu       | PCF                       | 19 969       | 36,05        | 24 813      | 41,41       |  |
|                | Denis Padovani sortant | SFIO                      | 15 489       | 27,96        | 19 318      | 32,24       |  |
|                | Jean Francou           | MRP                       | 10 680       | 19,28        | 15 790      | 26,35       |  |
|                | Étienne Arvanitis      | Divers droite (Gaulliste) | 4 648        | 8,39         | Retrait     | Retrait     |  |
|                | Laurens Deleuil        | Modérés                   | 4 611        | 8,32         | Retrait     | Retrait     |  |
|                |                        |                           |              |              |             |             |  |
| Inscrits       | Inscrits               | Inscrits                  | 82 452       | 100,00       | 82 370      | 100,00      |  |
| Abstentions    | Abstentions            | Abstentions               | 25 431       | 30,84        | 21 019      | 25,52       |  |
| Votants        | Votants                | Votants                   | 57 021       | 69,16        | 61 351      | 74,48       |  |
| Blancs et nuls | Blancs et nuls         | Blancs et nuls            | 1 624        | 2,85         | 1 430       | 2,33        |  |
| Exprimés       | Exprimés               | Exprimés                  | 55 397       | 97,15        | 59 921      | 97,67       |  |

#### Onzième circonscription (Arles)
| Candidat       | Candidat                     | Parti          | Premier tour | Premier tour | Second tour | Second tour |  |
| Candidat       | Candidat                     | Parti          | Voix         | %            | Voix        | %           |  |
| -------------- | ---------------------------- | -------------- | ------------ | ------------ | ----------- | ----------- |  |
|                | Charles Privat sortant réélu | SFIO           | 17 026       | 35,3         | 31 181      | 66,99       |  |
|                | Adrien Mouton                | PCF            | 14 061       | 29,15        | Retrait     | Retrait     |  |
|                | Marie-Madeleine Fourcade     | UNR-UDT        | 9 687        | 20,08        | 15 365      | 33,01       |  |
|                | Louis Gontier                | Radsoc         | 7 459        | 15,46        | Retrait     | Retrait     |  |
|                |                              |                |              |              |             |             |  |
| Inscrits       | Inscrits                     | Inscrits       | 67 777       | 100,00       | 67 789      | 100,00      |  |
| Abstentions    | Abstentions                  | Abstentions    | 18 359       | 27,09        | 18 560      | 27,38       |  |
| Votants        | Votants                      | Votants        | 49 418       | 72,91        | 49 229      | 72,62       |  |
| Blancs et nuls | Blancs et nuls               | Blancs et nuls | 1 185        | 2,4          | 2 683       | 5,45        |  |
| Exprimés       | Exprimés                     | Exprimés       | 48 233       | 97,6         | 46 546      | 94,55       |  |